# 八幡木
八幡木（はちまんぎ）は、埼玉県川口市の町名。現行行政地名は八幡木一丁目から八幡木三丁目。住居表示未実施地区。郵便番号は334-0012。

## 地理
川口市の中央部の鳩ヶ谷地区にある町であり、旧鳩ケ谷市域では唯一、川口市以外となる東京都足立区（入谷）に隣接している。江戸、江戸袋、朝日、南鳩ヶ谷、三ツ和と隣接する。鳩ヶ谷衛生センターが所在する。地区の東端を毛長川が流れる。

## 沿革
- 1986年（昭和61年）1月22日 - 大字三ツ和の一部から、八幡木一〜三丁目が成立する[5]。
- 2011年（平成23年）10月11日 - 鳩ヶ谷市が川口市に編入され、川口市の町名となる。

## 世帯数と人口
2018年（平成30年）3月1日現在の世帯数と人口は以下の通りである。
| 丁目         | 世帯数    | 人口    |
| ------------ | --------- | ------- |
| 八幡木一丁目 | 284世帯   | 679人   |
| 八幡木二丁目 | 539世帯   | 1,298人 |
| 八幡木三丁目 | 466世帯   | 1,003人 |
| 計           | 1,289世帯 | 2,980人 |

## 小・中学校の学区
市立小・中学校に通う場合、学区（校区）は以下の通りとなる。
| 丁目         | 番地 | 小学校             | 中学校               |
| ------------ | ---- | ------------------ | -------------------- |
| 八幡木一丁目 | 全域 | 川口市立中居小学校 | 川口市立八幡木中学校 |
| 八幡木二丁目 | 全域 | 川口市立中居小学校 | 川口市立八幡木中学校 |
| 八幡木三丁目 | 全域 | 川口市立中居小学校 | 川口市立八幡木中学校 |

## 交通
地内に鉄道は敷設されていない。

### 道路
- 東京都道・埼玉県道106号東京鳩ヶ谷線（鳩ヶ谷街道）

## 神社
- 八幡神社
- 天神社
- 稲荷神社

## 施設
1丁目
- 川口市立八幡木中学校
- みつわ幼稚園
- 八幡木公園
- 台公園

2丁目
- 瀧野川信用金庫
- 谷下公園
- 平柳公園

3丁目
- 鳩ヶ谷衛生センター
- 上新田公園
- 大塚公園